# بانزي
بانزي (بالإيطالية: Banzi)‏ هي بلدية في مقاطعة بوتنسا في إقليم بازيليكاتا الإيطالي.

## السكان
في سنة 1861 بلغ عدد السكان 1٬108 نسمة، وتطور العدد ليصل في سنة 2011 لـ 1٬406 نسمة.
يظهر هذا المخطط البياني تطور النمو السكاني لـ بانزي